# The Return of the King (animatiefilm)
The Return of the King is een Amerikaans-Japanse animatiefilm uit 1980, gebaseerd op het derde boek in J.R.R. Tolkiens trilogie In de Ban van de Ring. De film is geproduceerd door Rankin/Bass en Topcraft.
De film wordt vaak gezien als het onofficiële vervolg op Ralph Bakshi’s animatiefilm The Lord of the Rings uit 1978. De film wordt echter ook gezien als vervolg op Rankin/Bass’ film The Hobbit uit 1977.

## Verhaal
De film begint bij de 129e verjaardag van Bilbo Balings. Wanneer Bilbo ziet dat zijn neef Frodo opeens een vinger mist, vertelt deze hem hoe dit komt. Vervolgens ziet men even een korte samenvatting van de gebeurtenissen uit de eerste twee “In de Ban van de Ring”-boeken. Aan het eind van deze samenvatting wordt Frodo gevangen door een groep Orks. Zijn mede-Hobbit Sam komt hem te hulp. Wel neemt hij zelf bezit van de Ene Ring die Frodo bij zich draagt.
Ondertussen zijn Gandalf en Pepijn op weg naar Minas Tirith, de hoofdstad van Gondor, om te waarschuwen voor een grote aanval vanuit Mordor. Het leger van Rohan komt Gondor te hulp in deze veldslag en samen verslaan ze Saurons leger.
Sam en Frodo bereiken met moeite de Doemberg, waar ze worden geconfronteerd met Gollum. Deze steelt de ring van Frodo, waarbij hij diens vinger afbijt. Hij valt echter met de ring in het vuur van de Doemberg, waardoor de ring vernietigd wordt. Daarmee is de macht van Sauron voorgoed gebroken. Maanden na de slag wordt Aragorn tot koning van Gondor gekroond.
Het tijdperk van de elfen  en de magiërs is voorbij. Nadat Frodo zijn verhaal geheel heeft opgeschreven, stemt hij toe om zijn oom Bilbo, Gandalf en de elfen te vergezellen op hun reis weg uit Midden-aarde.

## Rolverdeling
| Acteur            | Personage                                                |
| ----------------- | -------------------------------------------------------- |
| Orson Bean        | Frodo Baggins / Bilbo Baggins                            |
| Theodore Bikel    | Aragorn                                                  |
| William Conrad    | Lord Denethor                                            |
| John Huston       | Gandalf                                                  |
| Roddy McDowall    | Samwise Gamgee                                           |
| Brother Theodore  | Gollum / Smeagol (as Theodore)                           |
| Paul Frees        | Orc / Goblin / Uruk-Hai / Lord Elrond                    |
| Don Messick       | King Theoden / Easterling / The Mouth of Sauron          |
| John Stephenson   | Gondorian Guard / Dwimmerlaik - The Witch-King of Angmar |
| Casey Kasem       | Meriadoc 'Merry' Brandybuck                              |
| Sonny Melendrez   | Peregrin 'Pippin' Took                                   |
| Nellie Bellflower | Eowyn / Dernhelm                                         |

## Achtergrond
Orson Bean deed ook in The Hobbit de stem van Bilbo. Theorodre Bikel deed in The Hobbit reeds de stem van Gollum.
De film werd bij uitkomst aangeprezen als derde deel in een trilogie van animatiefilms gebaseerd op Tolkiens werken, met The Hobbit als deel 1 en The Lord of the Rings als deel 2. Dat de drie films echter van andere producenten zijn is duidelijk te zien aan de tekenstijl. De tekenstijl van The Return of the King is grotendeels gelijk aan die van The Hobbit uit 1977. Er is geen gebruik van rotoscopie zoals Bakshi’s Lord of the Rings-film. Gevechtsscènes zijn grotendeels op de achtergrond getekend, waardoor men de strijdende legers alleen ziet als zwarte stippen die al snel verdwijnen in een stofwolk.
De film brengt een groot aantal wijzigingen aan ten opzichte van Tolkiens boek. Legolas, Gimli en Saruman zijn afwezig in de film. Aragorn is wel aanwezig, maar heeft maar weinig dialoog.